# Монтиньи-ан-Гоэль (кантон)
Монтиньи-ан-Гоэль (фр. Montigny-en-Gohelle) — упраздненный кантон во Франции, регион Нор-Па-де-Кале, департамент Па-де-Кале. Входил в состав округа Ланс.
В состав кантона входили коммуны (население по данным Национального института статистики за 2009 г.):
- Монтиньи-ан-Гоэль (10 040 чел.)
- Энен-Бомон (9 652 чел.) (частично)

## Политика
На президентских выборах 2012 г. жители кантона отдали в 1-м туре Марин Ле Пен 33,7 % голосов против 29,2 % у Франсуа Олланда и 14,6 % у Николя Саркози, во 2-м туре в кантоне победил Олланд, получивший 60,5 % голосов (2007 г. 1 тур: Сеголен Руаяль — 27,4 %; Саркози — 23,0 %. 2 тур: Руаяль — 55,2 %). На выборах в Национальное собрание в 2012 г. по 11-му избирательному округу департамента Па-де-Кале они поддержали кандидата Национального фронта Марин Ле Пен, набравшую 48,2 % голосов в 1-м туре и 55,1 % — во 2-м туре. (2007 г. 14-й округ. Альбер Факон (СП): 1 тур — 29,8 %, 2 тур — 56,7 %). На региональных выборах 2010 года в 1-м туре победил список Национального фронта, собравший 33,6 % голосов против 31,7 % у социалистов, 10,5 % у коммунистов и 7,1 % у списка «правых». Во 2-м туре единый «левый список» с участием социалистов, коммунистов и «зелёных» во главе с Президентом регионального совета Нор-Па-де-Кале Даниэлем Першероном получил 51,0 % голосов, Национальный фронт Марин Ле Пен занял второе место с 39,2 %, а «правый» список во главе с сенатором Валери Летар с 9,8 % финишировал третьим.
|  | Кандидат     | Партия                  | % голосов |
|  | ------------ | ----------------------- | --------- |
|  | Жан-Мари Пик | Социалистическая партия | 55,26     |
|  | Стив Бриуа   | Национальный фронт      | 44,74     |

|  | Кандидат     | Партия                  | % голосов |
|  | ------------ | ----------------------- | --------- |
|  | Жан-Мари Пик | Социалистическая партия | 68,41     |
|  | Стив Бриуа   | Национальный фронт      | 31,59     |